# Bundesliga de 1978–79
A Primeira Divisão do Campeonato Alemão de Futebol da temporada 1978-1979, denominada oficialmente de Fußball-Bundesliga 1978-1979, foi a 16º edição da principal divisão do futebol alemão. O campeão foi o Hamburger SV que conquistou seu 4º título na história do Campeonato Alemão.

## Premiação
| 1. Fußball-Bundesliga 1978-1979  |
| Hamburgo                         |
| -------------------------------- |
| HAMBURGER SV Campeão (4º título) |